# Vélodrome de Pirita
Le vélodrome de Pirita (en estonien : Pirita Velodroom) est un vélodrome et un terrain de football situé dans le quartier de Pirita à Tallinn en Estonie.

## Galerie

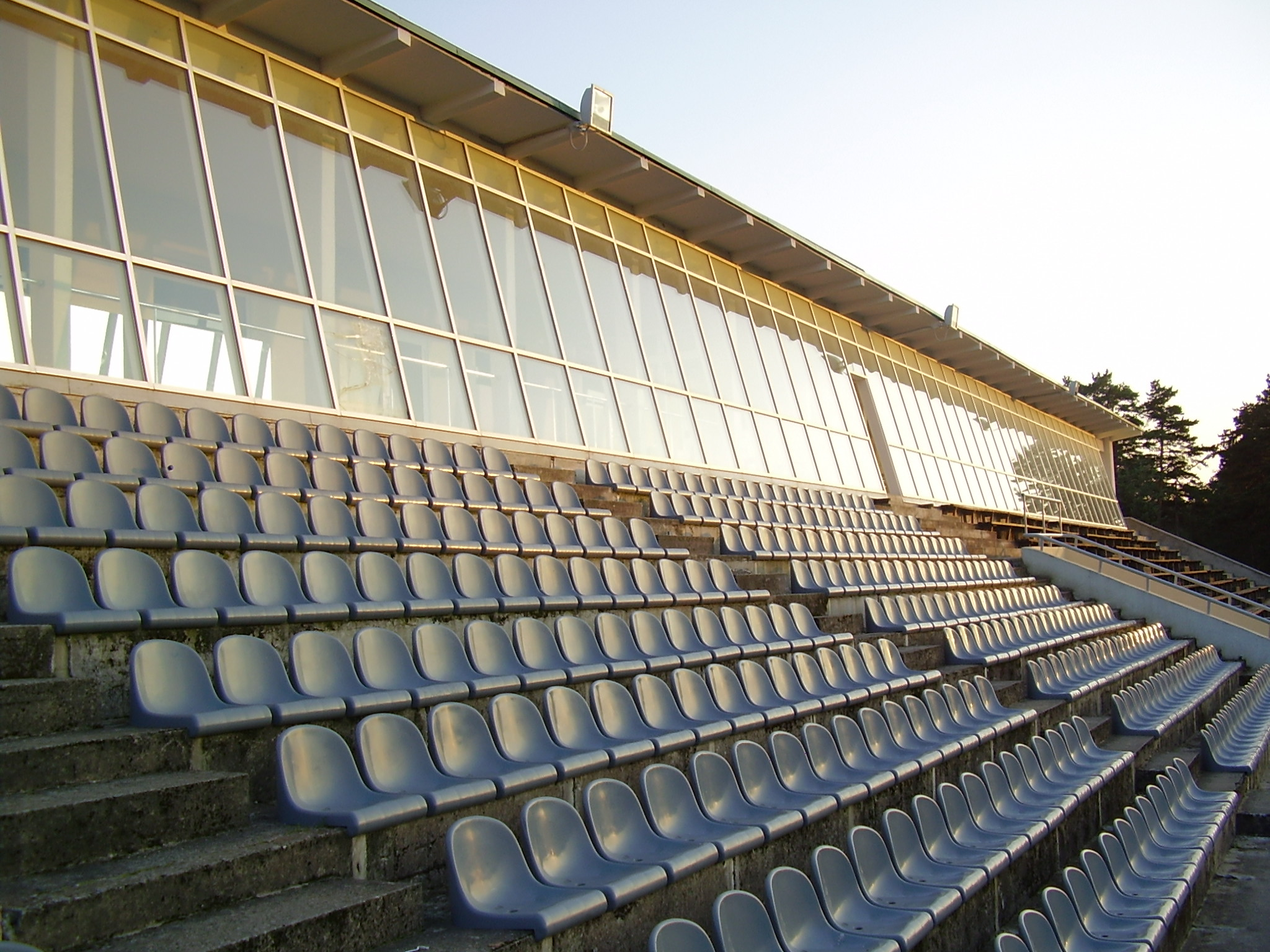
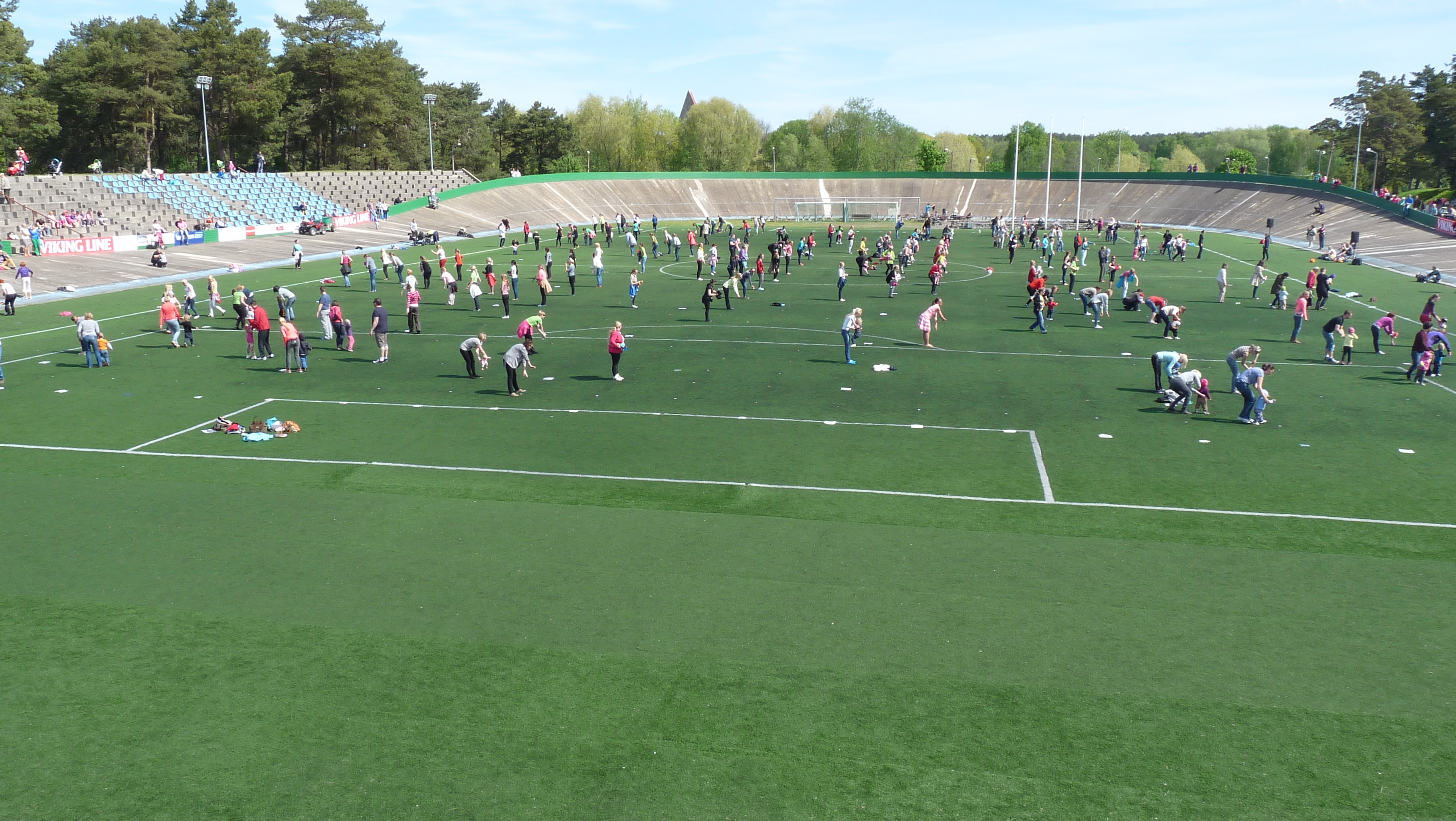
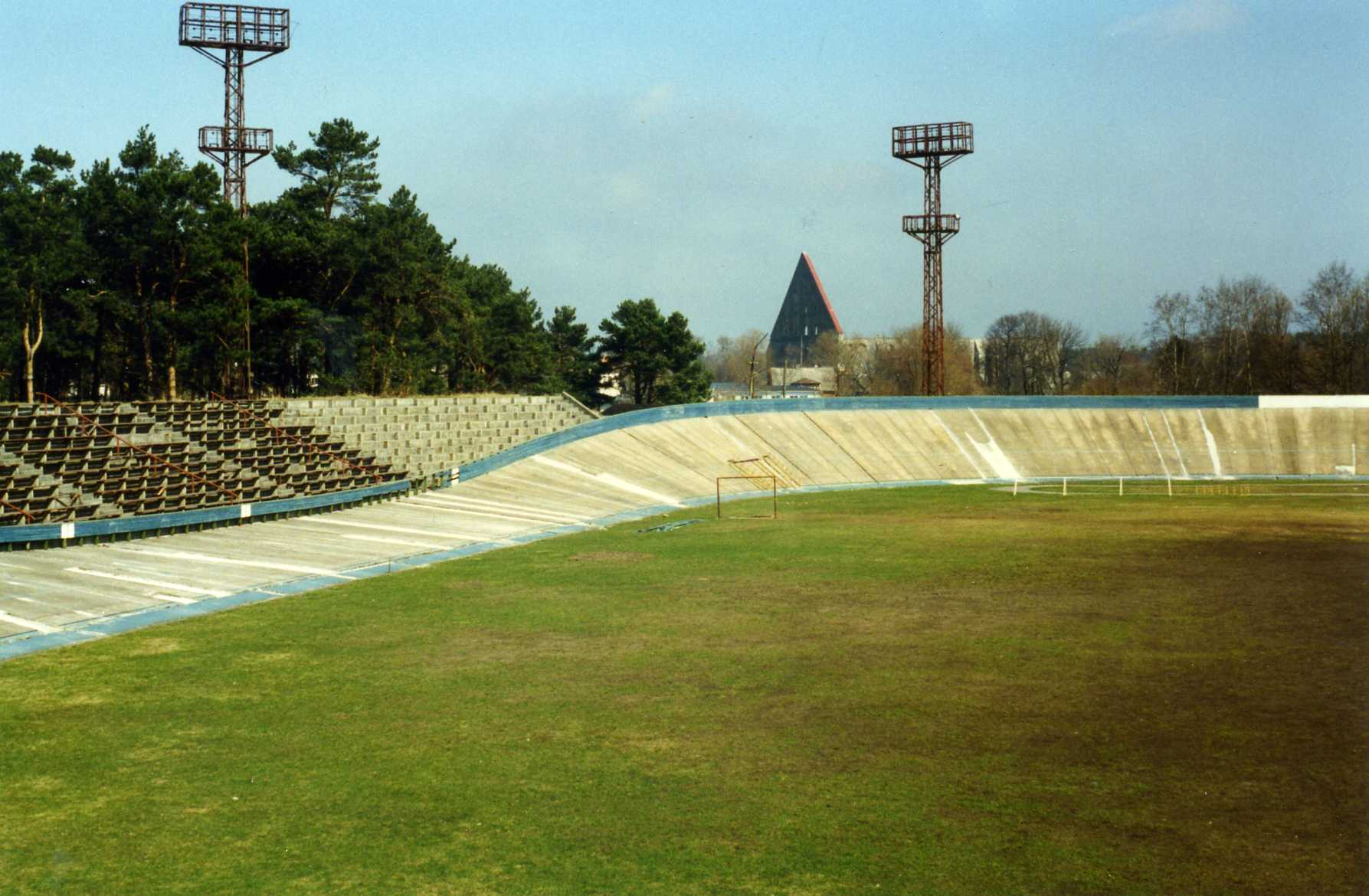

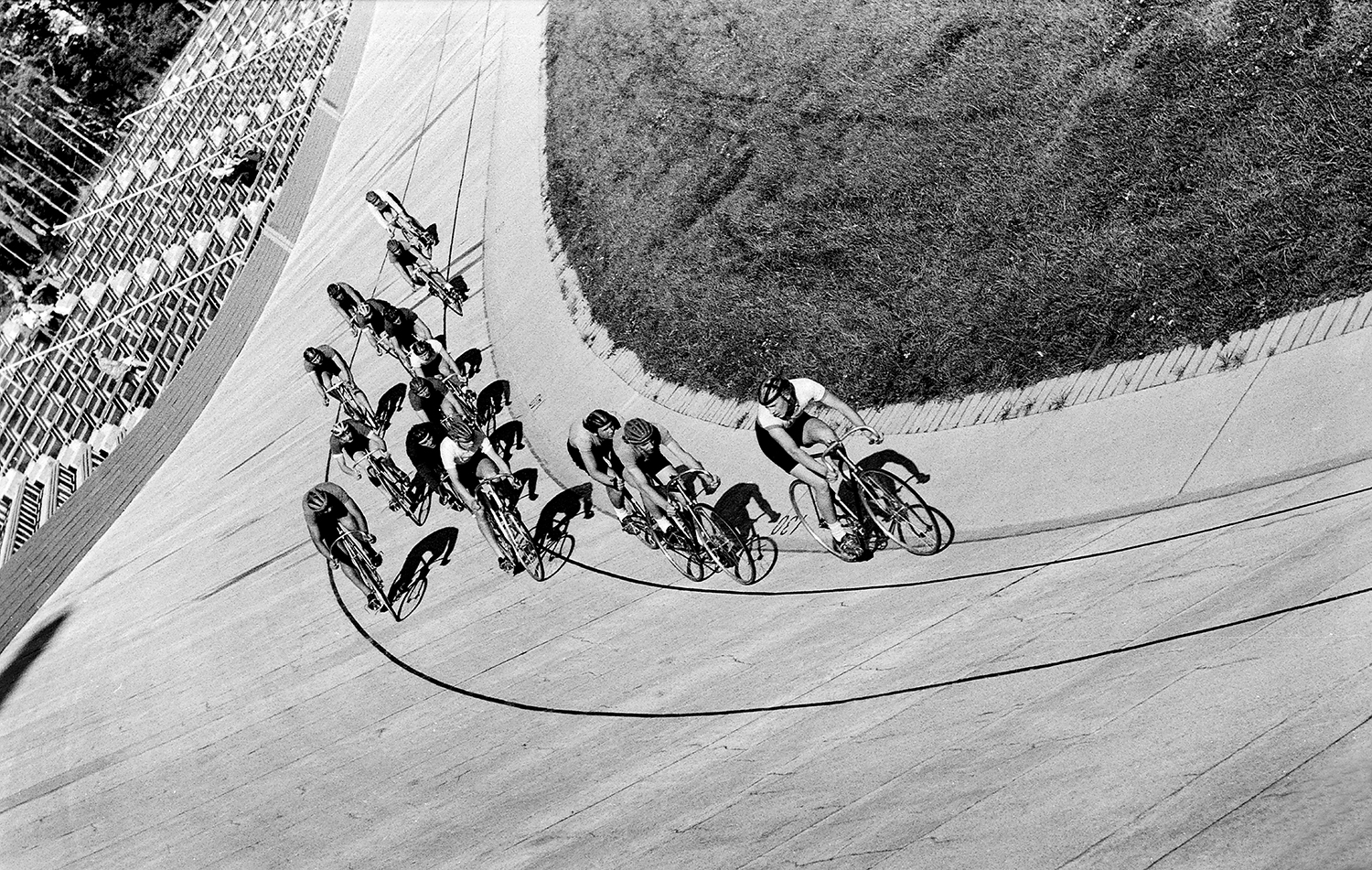
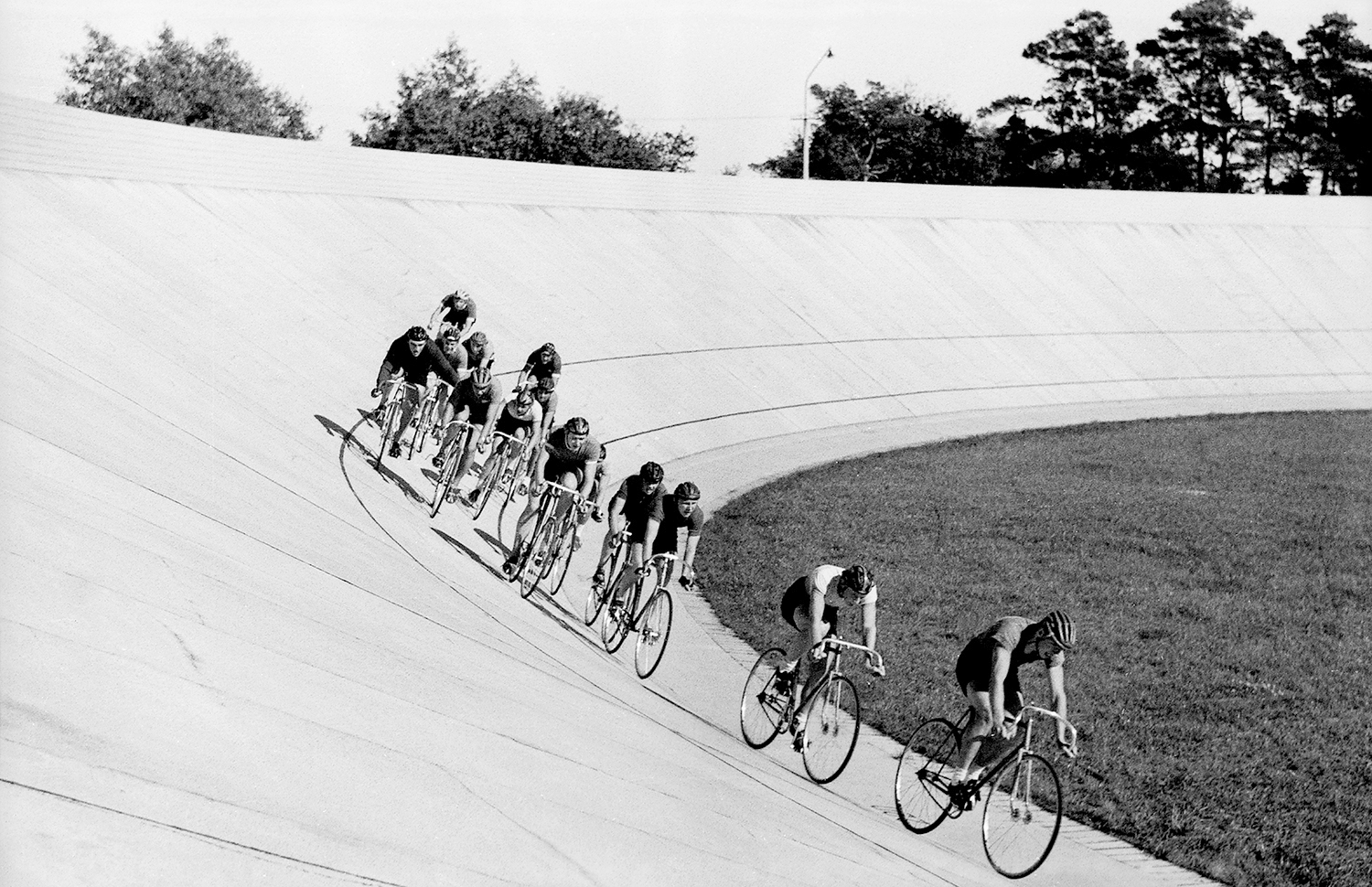
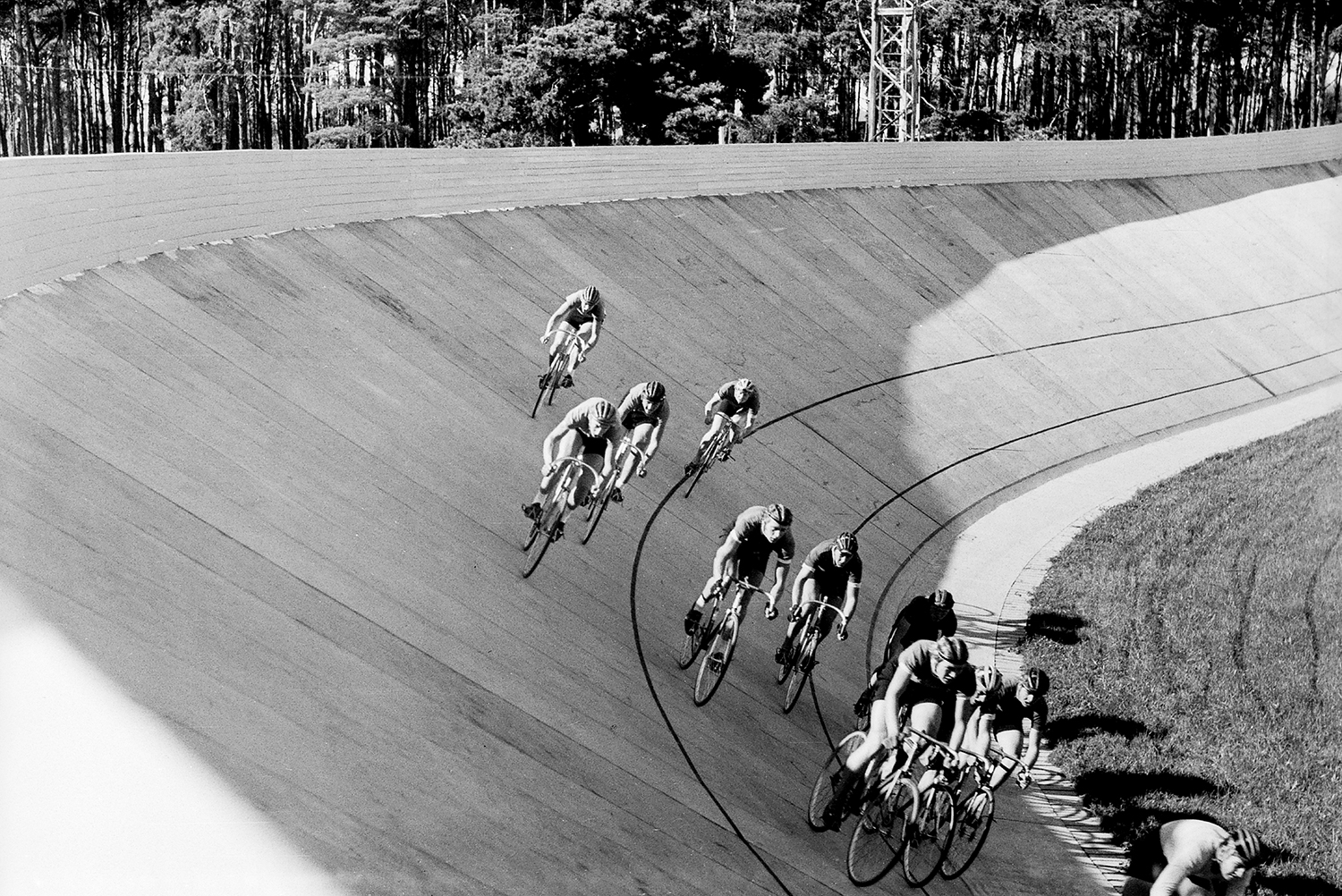

## Présentation
Le stade offre 800 places assises. 